# Daniel (Nushiro)
Daniel, imię świeckie Ikuo Nushiro (jap. 主代郁夫 Nushiro Ikuo; ur. 5 września 1938 w Toyohashi, zm. 10 sierpnia 2023) – zwierzchnik autonomicznego Japońskiego Kościoła Prawosławnego, prawosławny metropolita Tokio.

## Życiorys
W 1962 ukończył studia w zakresie literatury francuskiej na Uniwersytecie Aichi. W 1965 ukończył seminarium duchowne w Tokio, zaś w 1968 seminarium św. Włodzimierza w Nowym Jorku. Po powrocie do Japonii przyjął w listopadzie 1969 święcenia diakońskie w soborze Zmartwychwstania Pańskiego w Tokio. W styczniu 1972 przyjął święcenia kapłańskie i został proboszczem parafii św. Mateusza w Toyohashi.
14 listopada 1999 złożył wieczyste śluby mnisze w ławrze Troicko-Siergijewskiej i w tym samym roku objął godność biskupa Kioto, zwierzchnika eparchii Kioto i zachodniej Japonii. Rok później został wybrany na zwierzchnika Japońskiego Kościoła Prawosławnego z tytułem metropolity Tokio i całej Japonii.

## Śmierć
Daniel zmarł 10 sierpnia 2023, w wieku 84 lat w szpitalu Kyuondo w Tokio, w związku z niewydolnością płuc wskutek śródmiąższowej choroby płuc Został pochowany na Cmentarzu cudzoziemców w Yokohamie 17 sierpnia 2023 roku.
Tego samego dnia, 10 sierpnia 2023 r., pełniącym obowiązki zwierzchnika Kościoła został mianowany biskup Sendai Serafin.